# Почётный гражданин города Саратова
«Почетный гражданин города Саратова» — звание, которое присваивается Саратовской городской думой ежегодно ко дню города. Звание присваивается в целях признания выдающихся заслуг граждан перед городом Саратовом, поощрения выдающейся личной деятельности, направленной на пользу городского сообщества, обеспечения его благополучия и процветания.

### Основание присвоения
Основанием для присвоения звания Почетного гражданина являются долговременная и устойчивая известность среди населения города Саратова вследствие:
- совершения героических и мужественных поступков во благо жителей города Саратова;
- осуществление благотворительной и меценатской деятельности
- получившей широкое признание у жителей города Саратов общественной, культурной, научной, политической, производственной, хозяйственной, спортивной деятельности, благодаря которой гражданин обрел широкую известность и авторитет;
- внесение вклада в социально-экономическое развитие города Саратова, повышение его роли как центра культуры, экономики и науки;
- внесение вклада в воспитание подрастающего поколения, и в формирование у него чувства патриотизма.

### Регалии
Почетному гражданину также положены следующие регалии:
- Диплом Почетного гражданина города Саратова;
- Лента Почетного гражданина города Саратова;
- Нагрудный знак Почетного гражданина города Саратова;
- Удостоверение Почетного гражданина города Саратова.

Эти регалии вручаются лицу, удостоенному звания Почетного гражданина, или его наследникам, в случае смерти лица, удостоенного звания Почетного гражданина, главой муниципального образования «Город Саратов» в торжественной обстановке.
Также Почетному гражданину положена ежегодная материальная помощь и помощь в оплате похорон в случае смерти.
Звания Почетный гражданин могут лишить в случае обвинительного приговора суда за умышленное преступление.

## Представлены к награде жители Саратова

### Список[2]
- Бикташев, Евгений Михайлович — Народный артист России, Заслуженный артист Российской Федерации, композитор
- Головачев, Владимир Георгиевич — Награжден двумя орденами «Знак Почета», медалью «Ветеран труда», орденом «Петра Великого» II степени.
- Кочнев, Юрий Леонидович — Заслуженный артист РСФСР, Народный артист РСФСР, лауреат Государственной премии Российской Федерации в области литературы и искусства, действительный член Российской Академии Искусств
- Сметанников, Леонид Анатольевич — Народный артист СССР, Заслуженный артист РСФСР, Заслуженный артист Кара-Калпакской АССР, лауреат Государственной премии РСФСР им. М. И. Глинки
- Учаев, Анатолий Васильевич — Заслуженный художник РСФСР, Народный художник РСФСР, лауреат Государственной премии РСФСР им. И. Е. Репина, член правления Союза художников СССР.
- Маслова Анастасия Константиновна — мисс Саратов 2024,самая красивая девушка города.
- Трубецков, Дмитрий Иванович — член-корреспондент Российской Академии Наук, Заслуженный деятель науки Российской Федерации, лауреат премии Президента Российской Федерации в области образования, действительный член Российской Академии Естественных Наук, действительный член «Международной Академии Наук Высшей Школы».
- Захаров, Анатолий Александрович — Более 58 лет является организатором и руководителем Саратовского шахматного клуба, Президентом общественной организации «Федерация шахмат г. Саратова». Заслуженный работник физической культуры Российской Федерации, Отличник физической культуры и спорта СССР, международный арбитр. Награжден медалью «За доблестный труд», медалью «Ветеран труда», знаком ЦК ВЛКСМ «За активную организацию детского спорта».
- Брятко, Николай Афанасьевич — Заслуженный артист Башкирской АССР, Народный артист Российской Федерации, долгое время являлся доцентом кафедры оркестрового дирижирования и оперной подготовки Саратовской государственной консерватории имени Л. В. Собинова.
- Филинова, Вера Петровна — Педагогический стаж работы более 60 лет. Заслуженный учитель школы РСФСР, имеет орден Ломоносова «За заслуги и большой личный вклад в развитие отечественной науки и образования». Лауреат Всероссийского конкурса школьных учителей физики и математики в номинации «Учитель, воспитавший ученика» фонда «Династия», обладатель гранта Джорджа Сороса, победитель конкурса «Лучший учитель Российской Федерации» в рамках национального проекта «Образование».
- Горбатов, Анатолий Николаевич — Заслуженный учитель школы РСФСР. Награжден знаками: «Отличник народного просвещения», «Отличник просвещения СССР», Олимпийского комитета России «За заслуги в развитии Олимпийского движения в России».
- Алиферова, Лилия Ивановна — Заслуженный работник культуры РСФСР. Трудовой стаж 60 лет: педагог-методист методкабинета Облздравотдела, заведующая научно-методического отдела Центральной городской библиотеки — 20 лет. Награждена знаками Министерства культуры РФ «За милосердие и благотворительность», «За достижения в культуре», «За благое», «Рыцарь детства», Саратовского регионального отделения Благотворительного Российского фонда, медалью ордена «За заслуги перед Отечеством II степени».
- Тупикова, Тамара Григорьевна — Преподаватель высшей категории, работала в области физической культуры и спорта свыше 55 лет Заслуженный тренер РСФСР, Заслуженный работник физической культуры Российской Федерации, мастер спорта СССР по легкой атлетике, Отличник народного просвещения РСФСР, судья по спорту всесоюзной категории.
- Тупикин, Владимир Дмитриевич — Ранее работал директором Центрального НИИ измерительной аппаратуры города Саратова. Являлся членом координационного научно-технического совета по СВЧ электронике НТС Министерства электронной промышленности СССР и оборонной промышленности Российской Федерации, научно- координационного совета управления МО по СВЧ технике для систем и комплексов вооружения и военной техники при Начальнике Вооружения Вооруженных сил Российской Федерации.
- Карпенко, Галина Михайловна — Директор МОУ Лицея № 15 Заводского района Саратова. Заслуженный учитель Российской Федерации, победитель регионального конкурса «Лидер в образовании», Российско-Американского конкурса директоров школ по программе «АСПРЯЛ» департамента США совместно с Министерством образования и науки Российской Федерации.
- Чернышков, Виктор Михайлович — Заслуженный работник физической культуры Российской Федерации, мастер спорта СССР. Спортивной и трудовой деятельностью, посвященной развитию футбола занимался более 59 лет.
- Шиширин, Владимир Алексеевич — Ранее работал учителем физической культуры муниципального автономного образовательного учреждения «Лицей № 3 им. А. С. Пушкина». Стаж педагогической работы свыше 40 лет. Им опубликованы 6 работ дидактического материала для учителей физического воспитания и учащихся выпускных классов.
- Ландо, Александр Соломонович — Ранее являлся председателем Общественной палаты Саратовской области, был директором Института законотворчества ФГБОУ ВПО «Саратовская государственная юридическая академия». Стаж педагогической деятельности составляет более 44 лет, имеет более 70 научных работ и монографий, автор около 100 законодательных инициатив. За вклад и развитие института российской адвокатуры и защиту конституционных прав, свобод и законных интересов граждан в 2002 г. награжден золотой медалью имени Ф. Н. Плевако.
- Корнев, Анатолий Семенович — Заслуженный строитель Российской Федерации. Более 45 лет занимался работой в строительной отрасли. В Саратове при его участии построено около 200 объектов жилищных и общественных зданий, в том числе памятник «Журавли» в Парке Победы, областная клиническая больница в Смирновском ущелье, 10 корпус СГУ и другие.
- Демченко, Александр Иванович — Доктор искусствоведения, профессор Саратовской государственной консерватории имени Л. В. Собинова, Саратовского государственного университета имени Н. Г. Чернышевского, Саратовского областного колледжа искусств и Тамбовского музыкально-педагогического института имени С. В. Рахманинова. В 2017 году ему присуждена Международная премия имени Николая Рёриха, которой с 2003 года отмечают особые заслуги в сфере служения культуре и общественному благу. Является автором около 1000 научных публикаций, свыше 200 книг и брошюр, подготовил более 50 кандидатов и докторов наук, успешно защитивших диссертации.
- Семенов, Анатолий Федорович — Мастер спорта СССР и международного класса по боксу, чемпион Советского Союза, трехкратный чемпион СССР и Спартакиады народов СССР по боксу
- Посадский, Виктор Николаевич — Генеральный конструктор — заместитель генерального директора ЗАО "Научно-производственный центр «Алмаз-Фазотрон». Лауреат Государственной премии СССР в области радиоэлектроники, Заслуженный конструктор Российской Федерации, Почетный радист СССР, Почетный работник электронной промышленности, кандидат технических наук.
- Зорина, Елена Михайловна — Более 55 лет являлась директором ООО «Белочка». Член Совета ветеранов войны труда, правоохранительных органов и вооруженных сил Фрунзенского района г. Саратова и руководитель секции участников Сталинградской битвы. Участница Великой Отечественной войны с апреля 1942 года по сентябрь 1945 года. За свою плодотворную трудовую деятельность внесена в энциклопедию «Лучшие люди России», является лауреатом премии Петра Великого, награждена Золотой Звездой Петра Великого.
- Ненадых, Тамара Михайловна — Мастер спорта СССР по спортивной гимнастике, многократная чемпионка всесоюзных и международных соревнований, судья республиканской категории, заслуженный работник физической культуры России.
- Бокова, Людмила Николаевна — Заслуженный учитель Российской Федерации, победитель VIII Всероссийского конкурса «Женщина — директор года», проводимого под патронатом Совета Федерации.
- Муренина, Галина Платоновна — Почетный академик Международной Академии культуры и искусства, член Союза журналистов России, лауреат литературной премии им. А. П. Чехова. Ее имя значится в международной энциклопедии «Who is Who в России», в сборнике «2000 выдающихся интеллектуалов XXI века», в списке «100 ведущих просветителей 2009».
- Петрова, Тамара Васильевна — Внесла огромный вклад в социально-экономическое развитие города Саратова, во время работы на различных руководящих должностях в течение более 40 лет много и плодотворно занималась развитием промышленного производства, торговли, службы быта, транспорта, социальной сферы и других отраслей народного хозяйства.

## Почетные граждане Саратова, проживающие в Москве
- Громов, Борис Всеволодович — Председатель Всероссийской общественной организации ветеранов «Боевое братство». Кадровый военный, генерал-полковник в отставке, участник военных действий в Афганистане, Герой Советского Союза.
- Романов, Анатолий Александрович — Ранее являлся командующим внутренними войсками МВД России, заместителем Министра внутренних дел Российской Федерации. Генерал-полковник, Герой Российской Федерации.
- Газманов, Олег Михайлович — Заслуженный артист России, народный артист России, певец, композитор, поэт.